# Kuloro
Kuloro ist eine Ortschaft im westafrikanischen Staat Gambia.
Nach einer Berechnung für das Jahr 2013 leben dort etwa 2663 Einwohner, das Ergebnis der letzten veröffentlichten Volkszählung von 1993 betrug 1647.

## Geographie
Kuloro liegt in der West Coast Region, Distrikt Kombo East, rund acht Kilometer östlich von Brikama entfernt. Der Ort liegt an der South Bank Road, zwischen Madina Ba und Pirang.